# Edward Bradford Titchener
Edward Bradford Titchener (11. leden 1867, Chichester, Spojené království – 3. srpen 1927, Ithaca, New York) byl anglicko-americký psycholog, představitel strukturalismu a experimentální psychologie, žák a pokračovatel Wilhelma Wundta, u něhož byl na studijním pobytu v Lipsku v letech 1890-1892. Po přesídlení do Spojených států založil tradici americké psychologické školy.
Původně hojně vycházel z klasické filozofie. Soudil, že hlavním cílem psychologie je analýza subjektivní zkušenosti (subjective experience). Mysl definoval jako "souhrn duševních dějů" a vědomí jako "momentální duševní děje". Přinesl průkopnické práce v oblasti výzkumu percepce, výrazu tváře či pozornosti.
V letech 1895–1927 byl profesorem psychologie na Cornellově univerzitě v Ithace (stát New York). Jeho čtyřdílná kniha Experimental Psychology byla dlouho považována za nejlepší učebnici psychologie v anglickém jazyce.